# Marta Segarra i Montaner
Marta Segarra i Montaner   (Barcelona, 25 d'octubre de 1963) és catedràtica de Literatura francesa i d'Estudis de gènere a la Universitat de Barcelona. És cofundadora del Centre Dona i Literatura (actualment ADHUC–Centre de Recerca Teoria, Gènere, Sexualitat), vinculat a la Universitat de Barcelona. També ha dirigit la Càtedra UNESCO Dones, desenvolupament i cultures en aquella mateixa Universitat. Actualment és directora de recerca del Laboratoire d'Études de Genre et de Sexualité, associat al Centre Nacional de la Recerca Científica (CNRS) i a la Universitat Paris 8, on ha estat professora convidada en diverses ocasions. També ha impartit docència al Collège international de Philosophie (París), la Université de la Sorbonne-Paris IV, la Harvard University i la Universidad de La Habana. La seva recerca se situa principalment en els àmbits de la literatura francesa i francòfona contemporànies, la teoria feminista i els estudis de gènere i postcolonials, i el cinema francès.
Ha dedicat una gran part de la seva investigació a l'escriptora, dramaturga i pensadora feminista Hélène Cixous. Ha publicat desenes d'articles sobre l'obra cixousiana, especialment respecte la seva concepció d'"escriptura femenina" i de l'animalitat. Entre les publicacions més rellevants sobre Hélène Cixous, destaquen The Portable Cixous (Columbia U.P., 2010), Entrevistas a Hélène Cixous. No escribimos sin cuerpo. (Icaria, 2013) i Ver con Hélène Cixous (Icaria, 2006). També és l'editora de la publicació dels seminaris d'Hélène Cixous a l'editorial Gallimard. D'aquesta sèrie ha aparegut el primer volum Lettres de Fuite. Séminaire 2001-2004 (Gallimard, 2020), que serà seguit per un segon volum Il faut bien aimer. Séminaire 2004-2007 (Gallimard, 2023).
També ha escrit a bastament sobre el pensament i la figura de Jacques Derrida, del qual va editar Lengua por venir / Langue à venir. Seminario de Barcelona (Icaria, 2004). Aquest seminari de 2002 va reunir el filòsof amb Hélène Cixous al Centre Dona i Literatura i a la Universitat de Barcelona, poc abans de la desaparició de Jacques Derrida (2004).
Ha publicat diversos llibres i nombrosos articles sobre aquests àmbits i ha editat diversos volums col·lectius. Dirigeix la col·lecció Mujeres y Culturas d'Icaria Editorial, és membre del Comitè de redacció de la revista Lectora i de l'Editorial Board de Critical Studies (Rodopi), i directora de la revista internacional Expressions Maghrébines. Va rebre el premi Icrea Acadèmia 2009. Ha editat els llibres Demenageries. Thinking (of) Animals after Derrida, amb Anne E. Berger (Rodopi, 2010), Simone de Beauvoir, literatura, filosofía y vida, amb Àngels Santa (Peter Lang, 2011) i Repensar la comunidad desde la literatura y el género (Icaria, 2012). El 2013 va publicar Escriure el desig. De La Celestina a Maria-Mercè Marçal (Afers, 2013). El 2020 va publicar Fils, que inclou el diàleg epistolar amb Ingrid Guardiola entre el setembre de 2019 i el maig de 2020.
L'any 2019 va obtenir el Premi Bones Pràctiques en Comunicació no sexista de l'Associació de Dones Periodistes de Catalunya, per la qualitat en la recerca acadèmica enfocada als estudis de gènere i a la sexualitat.